# Baekje
Baekje eller Paekche (Hangul: 백제; Hanja: 百 濟; revideret romanisering: Pekje, koreansk udtale: [pɛktɕ͈e]) (18 f.Kr. - 660 e.Kr.) var et kongerige, der lå i det sydvestlige Korea. Det var et af de tre kongeriger i Korea sammen med Goguryeo og Silla.
Baekje blev grundlagt af Onjo, den tredje søn af Goguryeo grundlægger Jumong og So Seo-nej, på Wiryeseong (nuværende sydlige Seoul). Baekje hævdede, ligesom Goguryeo, at være efterfølger til Buyeo, en stat etableret i nutidens Manchuriet omkring tidspunktet for Gojoseons fald.
Baekje skiftevis kæmpede mod og var allieret med Goguryeo og Silla efterhånden, som de tre riger udvidede deres kontrol over halvøen. På sit højdepunkt i det 4. århundrede kontrollerede Baekje det meste af den vestlige koreanske halvø, så langt nordpå som Pyongyang, og har måske endda holdt områder i Kina, såsom i Liaoxi, selv om dette er usikkert. Det blev en betydelig regional sømagt med politiske og handelsmæssige forbindelser med Kina og Japan.
Baekje var en stor maritim magt: dets dygtighed til søs var medvirkende til udbredelsen af buddhismen i hele Østasien og af kontinental kultur til Japan.
I 660 blev riget besejret af en alliance af Silla og det kinesiske Tang-dynasti, og iunderlagdes det Forenede Silla.

## Historie

### Oprettelse
Baekje blev grundlagt i 18 f.Kr. af Kong Onjo, som ledede en gruppe mennesker fra Goguryeo syd til Han-flodens bækken. Ifølge Sanguo Zhi blev et af høvdingedømmerne Mahan-forbundet i Samhan-perioden kaldt Baekje.
Samguk Sagi giver en detaljeret redegørelse for Baekjes grundlæggelse. Jumong havde efterladt sin søn Yuri i Buyeo, da han forlod dette rige for at etablere det nye rige Goguryeo. Jumong blev den guddommelige Kong Dongmyeong og havde yderligere to sønner med So Seo-nej: Onjo og Biryu. Da Yuri senere ankom til Goguryeo, gjorde Jumong straks ham kronprins. Da han havde indset, at Yuri ville blive den næste konge, forlod Seo-no Goguryeo og tog hendes to sønner Biryu og Onjo med sig sydpå for at oprette deres egne riger med deres folk, sammen med ti vasaller. Hun huskes som en nøgleperson i grundlæggelsen af både Goguryeo og Baekje.
Onjo bosatte sig i Wiryeseong (nuværende Hanam), og kaldte sit land Sipje (십제, 十 濟, hvilket betyder "Ti vasaller"), mens Biryu bosatte sig i Michuhol (nuværende Incheon), mod de vasaller råd. Den salte vand og moser i Michuhol gjorde bosættelse vanskelig, hvorimod befolkningen i Wiryeseong levede i velgående.
Biryu gik derefter til sin broder Onjo og bad om Sipjes trone. Da Onjo nægtede, erklærede Biryu krig, men tabte. Biryu begik selvmord af skam, og hans folk flyttede til Wiryeseong, hvor kong Onjo hilste dem velkommen og omdøbte sit land Baekje ("Hundred vasaller").
Kong Onjo flyttede hovedstaden fra syd til nord for Han-floden, og derefter syd igen, sandsynligvis alle inden for grænserne af det nuværende Seoul, under pres fra andre Mahan-stater. Kong Gaeru menes at have flyttede hovedstaden nord for floden til Bukhansanseong i 132, sandsynligvis i nutidens Goyang, nordvest for Seoul.
Gennem de tidlige århundreder af vor tid, også kaldet De tidlige tre kongedømmer, opnåede Baekje efterhånden kontrol over de andre Mahan-stammer.

### Udvidelse
Under kong Goi's regeringstid (234-286) blev Baekje et fuldgyldigt rige, da det fortsatte konsolidering af Mahan-Konføderationen. I 249, i henhold til den gamle japanske tekst Nihonshoki, nåede Baekjes ekspansion Gaya-forbundet mod øst, omkring Nakdong-floddalen. Baekje bliver først beskrevet i kinesiske optegnelser som et kongerige i 345. De første diplomatiske missioner fra Baekje nåede Japan omkring 367 (Ifølge Nihon Shoki: 247).
Kong Geunchogo (346-375) udvidede Baekjes område mod nord gennem krig mod Goguryeo, mens det annekterede de resterende Mahan-samfund i syd. Under Geunchogo's regeringstid omfattede Baekjes områder det meste af den vestlige del af den Koreanske Halvø (undtagen de to Pyeongan provinser), og i 371 besejrede Baekje Goguryeo ved Pyongyang. Baekje fortsatte betydelig handel med Goguryeo og adobterede aktivt kinesisk kultur og teknologi. Buddhismen blev den officielle statsreligion i 384.
Baekje blev også en sømagt og fortsatte gensidige venskabelige forbindelser med de japanske herskere i Kofun-perioden, hvorved det formidlede kontinentale kulturelle påvirkninger til Japan. Den kinesiske skriftsystem, buddhisme, avanceret keramik, ceremoniel begravelse og andre aspekter af kulturen blev introduceret af aristokrater, håndværkere, forskere, og munke gennem deres forbindelser.
I denne periode forblev Han-flodens bækken et centrum for landet.

### Ungjin-perioden
I det 5. århundrede trak Baekje sig tilbage sydpå under indtryk af den militære trussel fra Goguryeo, og i 475 faldt Seoul-regionen til Goguryeo. Baekjes hovedstad blev placeret ved Ungjin (nuværende Gongju) 475-538.
Isoleret i bjergrigt terræn var den nye hovedstad sikret mod nord men også afbrudt fra omverdenen. Den var imidlertid tættere på Silla, end Wiryeseong havde været, og en militær alliance blev indgået mellem Silla og Baekje mod Goguryeo.
De fleste kort fra De Tre Kongedæmmers periode viser, at Baekje omfattede Chungcheong- og Jeolla-provinserne, kernen i landet i Ungjin og Sabi-perioderne.

### Sabi-perioden
I 538 flyttede kong Seong hovedstaden til Sabi (nuværende Buyeo County) og udviklede sit kongerige til en stærk stat. Fra dette tidspunkt var det officielle navn på landet Nambuyeo ("Sydlige Buyeo"), en henvisning til Buyeo, som Baekje regnedde som sin oprindelse. Sabi-perioden udviste en blomstring i Baekjes kultur, sammen med væksten i buddhismen.
Under pres fra Goguryeo mod nord og Silla mod øst forsøgte kong Seong at styrke Baekjes forhold til Kina. Placeringen af Sabi, ved den sejlbare Geum-flod, gjorde kontakt med Kina meget lettere, og både handel og diplomati blomstrede under hans regeringstid og fortsatte denne blomstring ind i det 7. århundrede.
I det 7. århundrede begyndte Baekje, under indtryk af den voksende indflydelse fra Silla ud over den sydlige og centrale koreanske halvø, sin tilbagegang.

### Nedgang og genoplivelsesbevægelse
I 660 angreb en koalition af tropper fra Silla og Tang-dynastiet i Kina Baekje, som da var allieret med Goguryeo. Et stærkt undertallig hær ledet af general Gyebaek blev besejret i slaget ved Hwangsanbeol nær Nonsan. Hovedstaden Sabi faldt næsten umiddelbart derefter, hvilket resulterede i annektering af Baekje fra Sillas side. Kong Uija og hans søn Buyeo Yung blev sendt i eksil i Kina, mens det mindste nogle af den herskende klasse flygtede til Japan.
Baekjes styrker forsøgte en kort troppebevægelse for restaurering af riget, men stod over for Silla og Tang-dynastiets fælles styrker. En buddhistisk munk Dochim (도침, 道 琛) og det tidligere Baekje generelle Buyeo Boksin stillede sig i spidsen for et forsøg på at genoplive Baekje. De hilste Baekjes prins Buyeo Pungs tilbagevenden fra Japan for at tjene som konge, med Juryu (주류, 周 留, i det moderne Seocheon County, Syd Chungcheong) som deres hovedkvarter. De satte Tangs general Liu Renyuan (劉仁 願) under belejring i Sabi. Kejser Gaozong sendte generalen Liu Rengui, som tidligere var blevet degraderet til borgerlig rang for at fornærme Li Yifu, med en undsættelsesstyrke, og Liu Rengui og Liu Renyuan var i stand til at bekæmpe Baekje modstandsstyrkers angreb, men var selv ikke stærke nok at kvæle oprøret, og så i nogen tid befandt hærene sig i hårdknude.
Baekje anmodede om japansk bistand, og kong Pung vendte tilbage til Baekje med et kontingent på 5.000 soldater. Forinden skibene fra Japan ankom, kæmpede hans styrker mod et kontingent af Tang styrker i Ungjin County.
I 663 forenedes Baekjes kræfter for rigets gendannelse og en indkaldt japansk flåde i det sydlige Baekje for at konfrontere Sillas styrker i slaget ved Baekgang. Tang-dynastiet sendte også 7.000 soldater og 170 skibe. Efter fem søslag, der fandt sted i august 663 ved Baekgang, formodentlig ved den nederste del af Geum-floden eller Dongjin-floden, gik Sillas og Tangs styrker sejrrigt ud af slaget, og Buyeo Pung flygtede til Goguryeo.

## Social og politisk struktur
Etableringen af en centraliseret stat i Baekje er normalt sporet tilbage til kong Goi, som måske so den første fik etableret patrilineær arvefølge. Som i de fleste monarkier blev en stor del af magten samlet i aristokratiet. Kong Seong, for eksempel, styrkede kongemagten, men efter, at han blev dræbt i en katastrofal kampagne mod Silla, tog adelen meget af denne magt væk fra hans søn.
Hae-klanen og Jin-klanen var de repræsentative kongehuse, der havde betydelig magt fra den tidlige Baekje-periode, og de leverede mange dronninger over flere generationer. Hae-klanen var sandsynligvis kongehuset før Buyeo-klanen erstattede dem, og begge klaner synes at nedstamme fra Buyeo og Goguryeo. Otte klaner (Sa, Yeon, Hyeop, Hae, Jin, Guk, Mok, og Baek) var magtfulde adelsmænd i Sabi æraen, der er omtalt i kinesiske optegnelser, såsom Tongdian.
Centrale embedsmænd blev opdelt i seksten rangklasser, hvor de seks medlemmer af den øverste rang dannede en form for kabinet, med den øverste embedsmand valgt hvert tredje år. I Sol rang var den første (Jwapyeong) til den sjette (Naesol) embedsmænd politiske, administrative og militære chefer. I Deok rang, omfattende den syvende (Jangdeok) til de ellevte (Daedeok) fandtes embedsmænd, der ledede hvert sit felt. Mundok, Mudok, Jwagun, Jinmu og Geuku fra den tolvte til det sekstende rangklasse, kan have været militære administratorer.
Ifølge Samguk Yusa blev i Sabi-perioden den ledende minister (Jaesang) af Baekje valgt ved et unikt system. Navnene på flere kandidater blev placeret under en sten (Cheonjeongdae) nær Hoamsa templet. Efter et par dage blev stenen flyttet og den kandidat, hvis navn havde fået en vist mærke, blev valgt som ny ledende minister. Om dette var en form for udvælgelse-by-parti eller en skjult udvalg af eliten er ikke klart.

## Sprog og kultur
Baekje blev etableret af indvandrere fra Goguryeo der talte, hvad der kunne være et Buyeo-sprog, en hypotetisk gruppe der forbinder sprogene talt i Gojoseon, Buyeo, Goguryeo, og Baekje. I et tilfælde af diglossi (hvor der fandtes et højsprog og et folkesprog), talte det indfødte Samhan-folk, der var migrerede i en tidligere bølge fra samme region, sandsynligvis en variation eller dialekt af det samme sprog (baekje sprog).
Baekjes kunstnere modtog mange kinesiske påvirkninger og syntetiserede dem i en unik kunstnerisk tradition. Buddhistiske temaer er særdeles stærkt tilstede i Baekjes kunstværker. Den karakteristiske Baekje smil, som findes på mange buddhistiske skulpturer, udtrykker den varme, som er typisk for Baekjes kunst. Taoistiske påvirkninger er også udbredte. Kinesiske håndværkere blev sendt til riget af Liang-dynastiet i 541, og dette kan have givet anledning til en øget kinesisk indflydelse i Sabi-perioden.
Graven for kong Muryeong (501-523) indeholdt også, skønt inspireret af kinesiske mursten grave og indeholdende nogle importerede kinesiske genstande, mange begravelsesgenstande af Baekje tradition, såsom guldkronesmykker, guldbælter og guldøreringe. Begravelsesritualer fulgte også den unikke tradition for Baekje. Denne grav ses som en repræsentativ grav for Ungjin-perioden.
Fint lotus-design af tagfliser, indviklede murstensmønstre, kurver af keramisk stil og en flydende og elegant gravskrift karakteriserede Baekjes kultur. De buddhistiske skulpturer og raffinerede pagoder afspejler religionsinspireret kreativitet. Et flot forgyldt bronzerøgelseskar (백제 금동 대향 로 Baekje Geumdong Daehyeongno) udgravet i en gammel buddhistisk tempellokalitet på Neungsan-ri, Buyeo County, eksemplificerer Baekjes kunst.
Der vides kun lidt af Baekje musik, men lokale musikere blev sendt med tributmissioner til Kina i det 7. århundrede, hvilket indikerer, at en karakteristisk musiktradition havde udviklet sin på denne tid.

## Udenlandske forbindelser

### Forbindelserne med Kina
I 372 betalte kong Geunchogo tribut til Jin-dynastiet i Kina, som lå i Yangtze-flodens bassin. Efter faldet af Jin og etableringen af Song-dynastiet i 420, sendte Baekje udsendinge, der søgte efter kulturelle varer og teknologier.
Baekje sendte en udsending til Det nordlige Wei-dynasti første gang i 472, og kong Gaero bad om militær hjælp til at angribe Goguryeo. Kongerne Muryeong og Seong sendte udsendinge til Liang flere gange og modtog adelige titler.
Graven for kong Muryeong er bygget med mursten i overensstemmelse med Liang's gravstil.

### Forbindelserne med Japan
For at modstå det militære pres fra Goguryeo i nord og Silla i øst etablerede Baekje (Kudara på japansk) tætte forbindelser med Japan. Ifølge den koreanske krønike Samguk Sagi sendte Baekje og Silla nogle fyrster til den japanske domstol som gidsler. Hvorvidt prinser sendt til Japan skal fortolkes som diplomater som en del af en ambassade eller bogstavelige gidsler, er omdiskuteret. På grund af forvirring om den nøjagtige karakter af dette forhold (spørgsmålet om, hvorvidt Baekje-koreanerne var familiemed eller i det mindste tæt på den japanske kejserlige linje, eller om de var gidsler), og det faktum, at Nihon Shoki, en primær kilde til oplysning om dette forhold, er en samling af myter, hvilket gør det vanskeligt at vurdere. Samguk Sagi, som også dokumenterer dette, kan også tolkes på forskellige måder og i hvert fald blev den omskrevet i det 13. århundrede, små syv eller otte århundreder efter, at disse særlige begivenheder fandt sted. Som et yderligere moment til forvirringen er opdagelsen (i Japan), at Inariyama-sværd samt nogle andre sværd opdagede i Japan udnyttede det koreanske 'Idu skriftsystem. Sværdene stammede fra Paekche, og kongerne nævnt i deres inskriptioner repræsenterer Paekche-konger frem japanske konger. Teknikker anvendte ved fremstillingen af disse sværd var den tilsyneladende lignende den fra Korea, specifikt fra Baekje. I Japan er en gidselfortolkning dominerende.[kilde mangler]
Andre historikere, såsom dem, der har samarbejdet om Paekche of Korea and the Origin of Yamato Japan og Jonathan W. Best, der hjalp med at oversætte, hvad der var tilbage af de Baekjes annaler, har bemærket, at disse prinser oprettede skoler i Yamato Japan og overtog kontrollen med de japanske flådestyrker under krigen med Goguryeo, og tager dette som bevis for at de snarere var diplomater med en form for familiær forbindelse med den japanske kejserlige familie og som bevis mod nogen form for gidselstatus. Hertil kommer, at oversættelsen af de gamle dokumenter er vanskelig, fordi udtrykket "Wa" i fortiden var nedsættende, idet det betyder "dværg" eller "småvokset", som var en henvisning til den opfattede mindre statur af den gennemsnitlige japaner i oldtiden. Som følge heraf er det vanskeligt at vurdere, hvad der virkelig er sagt, især i annaler i Korea efter faldet af Baekje, eftersom henvisningen til Yamato Wa (Japan) kunne have været et nedsættende udtryk om en rivaliserende nation (især Silla).
Som tilfældet er med mange gamle annaler og konkurrerende optegnelser kan meget lidt endeligt afgøres. Yderligere forskning har været vanskeligt, delvis på grund af restriktioner fra 1976 i studiet af kongelige grave i Japan (herunder grave såsom Gosashi grav, der er angiveligt hvilested for kejserinde Jingu). Før 1976 havde udenlandske forskere adgang, og nogle fandt koreanske genstande i japanske gravlokaliteter. Fra 2008 tillod Japan begrænset adgang for udenlandske arkæologer, men det internationale samfund stadig har mange ubesvarede spørgsmål. National Geographic har skrevet, at Japan har holdt adgang til gravene begrænset, hvilket skabte rygter om, at embedsmænd frygtede, at udgravning ville afsløre blodforbindelser mellem den "rene" kejserlige familie og Korea, eller at nogle gravsteder ikke indeholdt nogen kongelige levninger overhovedet.
Hvorm alting er, har disse koreanerne, diplomater og kongelige slægtninge eller ej, bragt til Japan kendskab til det kinesiske skriftsystem, til buddhisme, jernforarbejdning til våben og forskellige andre teknologier. Til gengæld har Japan ydet militær støtte.
Ifølge mytiske annaler i den kontroversielle Nihon Shoki modtog kejserinde Jingu tributter og tilsagn om troskab fra kongerne af Baekje, Silla og Goguryeo. På højden af japanske nationalisme i det tidlige 20. århundrede brugte japanske historikere disse mytiske annaler sammen med en passage på Gwanggaeto-Stelen til at etablere ideologiske rationale for den imperialistiske krav om en invasion af Korea. Andre historikere har påpeget, at der ikke er bevis for disse japanske annaler i nogen del af Korea, samt at der ikke forekommer nogen levedygtig tekst i Kina eller Korea. Med hensyn til Gwanggaeto-stelen, så kan teksten på denne på grund af manglen på syntaks og tegnsætning fortolkes på 4 forskellige måder, hvoraf en er, at Sydkorea krydsede vandet og underkuede Yamato. På grund af dette problem i fortolkningen, kan intet sikkert konkluderes. Det komplicerer også sagen, at en koreaner der hedder Amenohiboko i Nihongi er beskrevet i Nihon Shoki som en moderlig ane til Tajima-no-morosuku (但 馬 諸 助). Dette er meget inkonsekvent og vanskeligt at fortolke korrekt.
Forskere mener, at Nihon Shoki angiver tidspunktet for en invasion af Silla og Baekje til slutningen af 4. århundrede. Men på dette tidspunkt var Japan en sammenslutning af lokale stammer uden avancerede jernvåben, mens de tre kongeriger Korea var fuldt udviklet centraliserede statsmagter med moderne jernvåben og allerede udnyttede heste til krigsførelse. Det er meget usandsynligt, at et land i udvikling som Yamato havde kapacitet til at krydse havet og engagere sig i kampe med Baekje og Silla. Nihon Shoki er bredt anset for at være en upålidelig og partisk kilde til information om tidlige forbindelser med Korea, da det blander tunge mængder af formodninger og legender med fakta.
Nogle japanske forskere fortolker Gwanggaeto-stelen, opført i 414 af kong Jangsu af Goguryeo, som beskrivende en japansk invasion i den sydlige del af den koreanske halvø. Mohan hævder dog, at Goguryeo fabrikerede den japanske invasion for at retfærdiggøre sin erobring af Baekje. Hvis denne stele var en dedikation til en koreansk konge, kan det hævdes, at det logisk ville fremhæve Koreas erobringer og ikke dedikere det til en mærkelig hændelse vedrørende Japan. Hvorm alring er, på grund af disse forskellige mulige fortolkninger er omstændighederne omkring stelen stadig meget omdiskuterede og resultatløse.
Kinesiske forskere har deltaget i undersøgelsen af stelen i 1980-erne. Wang Jianqun interviewede lokale landmænd og konkluderede, at der ikke var nogen tilsigtet fabrikation og tilføjede, at kalk på stelen blev indsat af lokale kopi-lavende arbejdere for at forbedre læsbarheden. Xu Jianxin fra det kinesiske Academy of Social Sciences opdagede det tidligste gnide-eksemplar, som blev foretaget før 1881. Han konkluderede også, at der ikke var beviser for, at japanerne bevidst havde skadet nogen af tegnene på stelen.
I dag bestrider de fleste kinesiske og japanske forskere konspirationsteorier, baseret på studiet af selve stelen og er fortalere for en japansk intervention i denne periode, omend dennes størrelse og betydning er omstridt.
I forbindelse med et projekt om at skrive en fælles historielærebog har Kim Tae-sik fra Hongik University i Korea bestridt Japans teori. Men Kōsaku Hamada fra Kyushu University i Japan offentliggjorde deres fortolkninger af Gwanggaeto-stelens tekst, og ingen af dem har tilsluttet sig teorien om en bevidst beskadiget stele i deres fortolkninger.

### Baekjes fald og militær støtte fra Japan
Nogle medlemmer af Baekjes adel og kongelige familie emigrerede til Japan endnu inden, at riget blev væltet. Som svar på Baekjes anmodning sendte Japan i 663 general Abe no Hirafu med 20.000 soldater og 1.000 skibe for at genoplive Baekje med Buyeo Pung (kendt på japansk som Hōshō), en søn af Uija af Baekje, der havde været en udsending til Japan. Omkring august 661 ankom 10.000 soldater og 170 skibe, ledet af Abe no Hirafu. Yderligere japansk forstærkning, herunder 27.000 soldater ledet af Kamitsukeno no Kimi Wakako og 10.000 soldater ledet af Iohara no Kimi ankom også til Baekje i 662.
Dette forsøg mislykkedes dog i slaget ved Baekgang, og prinsen undslap til Goguryeo. Ifølge Nihon Shoki blev 400 japanske skibe tabt under kampene. Kun halvdelen af tropperne var i stand til at vende tilbage til Japan.
Den japanske hær trak sig tilbage til Japan med mange flygtninge fra Baekje. De tidligere kongelige familiemedlemmer blev oprindeligt behandlede som "udenlandske gæster" (蕃 客) og blev ikke indarbejdet i det politiske system i Japan i nogen tid. Buyeo Pung's lillebror Sun-Gwang (Zenkō på japansk) (善 光 eller 禅 広) brugte familiens navn Kudara no Konikishi ( "Konge af Baekje") (百 濟 王) (de er også kaldt Kudara-klanen, eftersom Baekje blev kaldt Kudara på japansk).

## Arv
Baekje blev kortvarigt genoplivet i perioden De senere tre kongedømmer i Korea, da det Forenede Silla brød sammen. I 892 etablerede general Gyeon Hwon Hubaekje ( "Senere Baekje"), der var baseret i Wansan (nuværende Jeonju). Hubaekje blev væltet i 936 af kong Taejo af Goryeo.
I det moderne Sydkorea er Baekje-relikvier ofte symbol på de lokale kulturer i sydvest, især i Chungnam og Jeolla. Den forgyldte røgelse brænder af bronze, for eksempel, er et centralt symbol på Buyeo County, og Baekje-æraen buddhistiske stenskulptur af Seosan Maaesamjonbulsang er et vigtigt symbol på Seosan City.
Den 17. april 2009 besøgte Ouchi Kimio (大 內 公 夫) fra Ouchi-klanen Iksan i Sydkorea for at hylde sine Baekje-forfædre.
I 2010 blev Baekje kulturland åbnet for besøgende. Forlystelsesparken har til formål at bevare Baekjes arkitektur og kultur.
Baekje Historiske Områder, som omfatter steder med rester fra denne periode, blev optaget på UNESCOs Verdensarvsliste i 2015.